# Cornellà de Llobregat
Cornellà de Llobregat è un comune spagnolo di 79 979 abitanti situato nella comunità autonoma della Catalogna.

## Geografia antropica

### Suddivisioni amministrative
Il territorio comunale è suddiviso in sei distretti:
- Distretto I: quartieri di Centre e Riera
- Distretto II: quartiere d'Almeda
- Distretto III: quartiere di Pedró
- Distretto IV: quartiere di Gavarra
- Distretto V: quartiere di Sant Ildefons (sinistra Av. Sant Ildefons)
- Distretto VI: quartiere di Sant Ildefons (destra di Av. Sant Ildefons)
- Distretto VII: quartieri di Fontsanta - Fatjó

## Infrastrutture e trasporti

### Metropolitana di Barcellona
| Stazione        | Apertura | Tipologia        | Linea | Interscambio | Localizzazione                     |
| --------------- | -------- | ---------------- | ----- | ------------ | ---------------------------------- |
| Almeda          | 1985     | Sotterranea      |       |              | Passeig dels Ferrocarrils Catalans |
| Cornellà Centre | 1983     | Semi-sotterranea |       | bicing       | Plaça de l'Estació                 |
| Cornellà-Riera  | 1985     | Sotterranea      |       |              | Passeig dels Ferrocarrils Catalans |
| Gavarra         | 1983     | Sotterranea      |       | bicing       | Avinguda Salvador Allende          |
| Sant Ildefons   | 1983     | Sotterranea      |       | bicing       | Avinguda República Argentina       |

## Amministrazione

### Gemellaggi
Cornellà de Llobregat è gemellata con:
- Jinotega, dal 1986
- Mariel, dal 2001